# Nutrimenti
Nutrimenti è una casa editrice italiana con sede a Roma.
Pubblica narrativa italiana e straniera, saggistica e, con il marchio Nutrimenti mare, libri e manuali di vela e nautica.

## Storia
È stata fondata nel 2001 dal giornalista Andrea Palombi e dalla art director Ada Carpi de Resmini, insieme con il giornalista Andrea Montanari, che ha poi lasciato la società nel 2004. Ha cominciato la sua attività pubblicando saggistica di attualità e letteratura di viaggio. A fianco alla saggistica, e alla specializzazione nel settore della nautica, si è presto aggiunta la narrativa. Nel 2007 nasce la collana Greenwich che accoglie oggi autori sia italiani che stranieri.
Tra gli autori di narrativa pubblicati: Percival Everett, Andre Dubus III, Don Robertson, Jane Urquhart, Ivan Doig e, tra gli italiani, Domenico Dara, Francesco Permunian, Giovanni Greco, Filippo Tuena, Daniela Gambaro e Adrian Bravi. 
Nella saggistica, ha pubblicato, tra gli altri, I sogni di mio padre, l'autobiografia di Barack Obama (poi presidente USA), L'Armadio della vergogna di Franco Giustolisi, sulle stragi nazifasciste che insanguinarono l'Italia tra il 1943 e il 1945. In coedizione con l'inglese Thames & Hudson pubblica dal 2021 la collana di saggistica The Big Idea, sulle grandi questioni del nostro tempo.
Nel 2014 ha aperto una libreria a Procida.